# Carl von Ostertag-Siegle
Karl Ostertag, ab 1909 von Ostertag-Siegle, (* 11. Mai 1860; † 10. März 1924 in Ludwigsburg-Hoheneck) war ein deutscher Unternehmer in Stuttgart. 1909 wurde er geadelt und führte seitdem den Namen Karl von Ostertag-Siegle.

## Familie

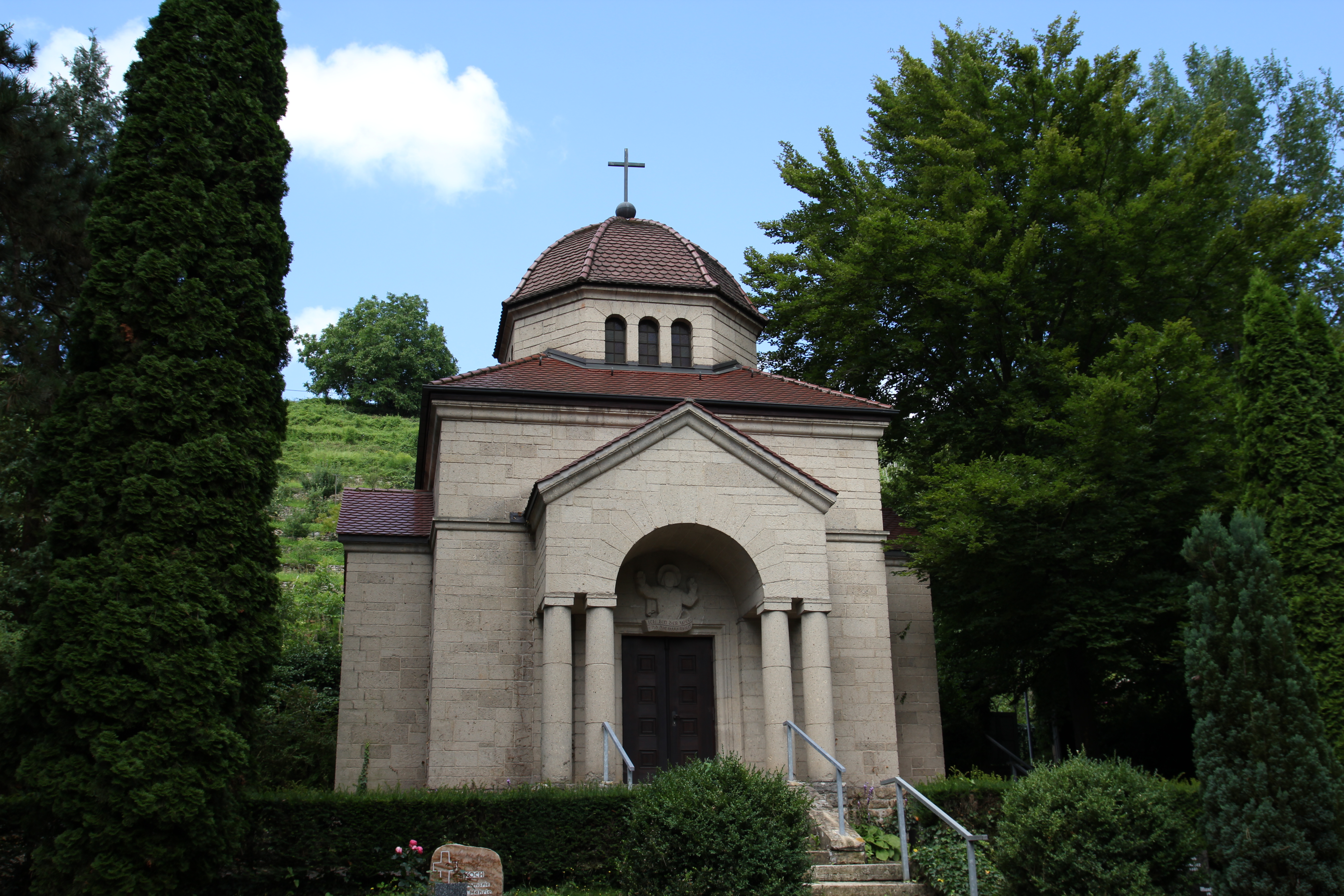
Mausoleum Ostertag-Siegle in Hoheneck

Karl Ostertag war seit 1887 mit Margarete Siegle (1867–1934), einer Tochter von Gustav Siegle, einem deutschen Chemiker, Unternehmer und Mitbegründer der Badischen Anilin- & Soda-Fabrik, verheiratet.
Das Mausoleum der Familie befindet sich in Ludwigsburg-Hoheneck, entworfen von dem Architekten Albert Eitel.

## Unternehmer
Der Unternehmer Karl von Ostertag-Siegle war Aufsichtsratsmitglied der Badischen Anilin- & Soda-Fabrik, Gesellschafter der G. Siegle & Co. GmbH und der Kast & Ehinger GmbH, Chemische Industrie (Farbstoffe).
Das Jahrbuch der Millionäre in Württemberg mit Hohenzollern listet unter den 20 reichsten Württembergern des Jahres 1914 neben Gustav Siegles Witwe Julie auch die beiden Schwiegersöhne Fritz Freiherr von Gemmingen-Hornberg und Karl von Ostertag-Siegle, deren gemeinsames Vermögen von rund 30 Millionen Mark nur wenig niedriger als das des württembergischen Königs Wilhelm II. war.

## Wohnsitze

### Villa Ostertag-Siegle

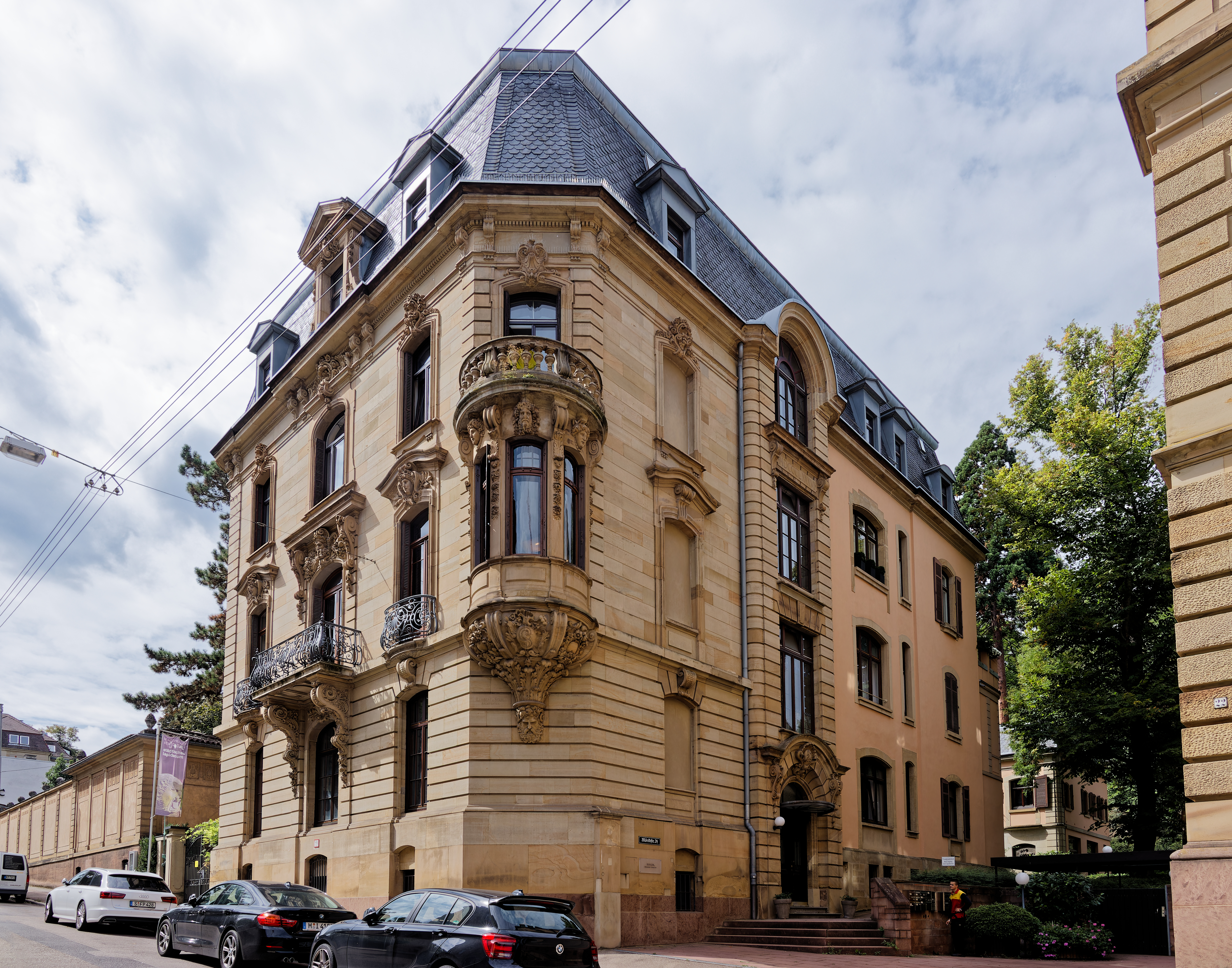
Villa Ostertag-Siegle

Die Villa, die im Stadtteil Karlshöhe im Stadtbezirk Stuttgart-Süd steht, wurde in den Jahren von 1886 bis 1888 von Gustav Siegle als Wohnhaus für seine Tochter Margarete und seinen Schwiegersohn Karl Ostertag-Siegle errichtet. Die Architekten waren André Lambert und Eduard Stahl (Lambert & Stahl). Nach dem Tod Gustav Siegles 1905 ging das gesamte Anwesen in das Eigentum Karl von Ostertag-Siegles über, die Villa wurde um einen angrenzenden Garten mit einer hohen Einfassungsmauer erweitert und der Garten nach Plänen von Albert Eitel nach dem Vorbild italienischer Renaissancegärten gestaltet und mit einigen Plastiken ausgestattet.  Zudem wurden im Wandelgang Fragmente von römischen Antiken angebracht, die Karl Ostertag-Siegle in Italien erworben hatte. Im Jahr 1950 erwarb die Stadt Stuttgart die Villa mit dem dazugehörigen Garten und richtete dort das Städtische Lapidarium Stuttgart ein.
An die Villa Ostertag-Siegle grenzt auch die Villa Gemmingen, die im Besitz des zweiten Schwiegersohnes von Gustav Siegle, Fritz von Gemmingen-Hornberg, war.

### Landsitz Hoheneck

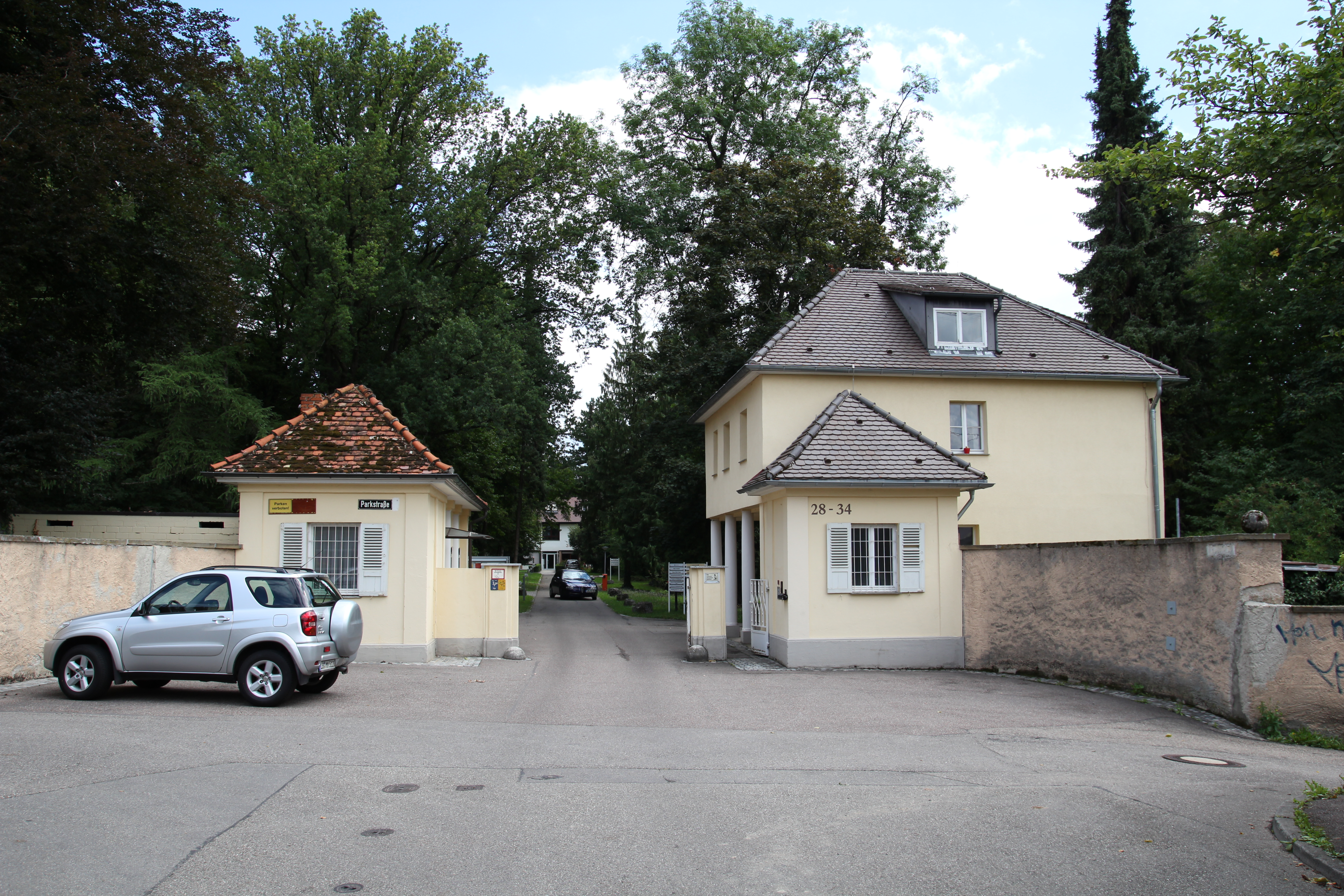
Landsitz Hoheneck, Pförtnerhaus

Im Jahr 1909 ließ er durch die Architekten Albert Eitel und Eugen Steigleder einen Landsitz in Ludwigsburg-Hoheneck errichten. Von 1911 bis zum Beginn der 1920er Jahre wurde die Anlage durch ein Pförtnerhaus, Kegelbahn, Atelierhaus, Gästehaus und auf dem Friedhof Hoheneck um ein Mausoleum erweitert, entworfen nun alleine von Albert Eitel ohne Steigleder.

### Rittergut Kleiningersheim

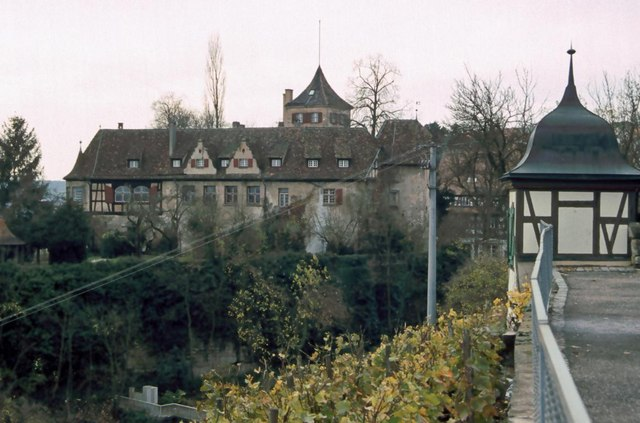
Schloss Kleiningersheim

Im Jahr 1909 erwarb Karl von Ostertag-Siegle das Schloss Kleiningersheim und ließ es bis 1911 durch den Architekten Simmel umbauen.

## Mäzenatentum
Er finanzierte 1906 im Trentiner Dolomitengebiet die „Ostertag-Hütte“ (auch Rotwandhütte) des Deutschen und Österreichischen Alpenvereins.
1907 stiftete er dem Schiller-Nationalmuseum in Marbach ein Porträt der Schauspielerin Katharina Josepha Ritter. Er war Förderer des Schwäbischen Schillervereins und des Museums und finanzierte 1913 den Kauf des „Schillerackers“.